# Saint-Victor-de-Malcap
Saint-Victor-de-Malcap este o comună în departamentul Gard din sudul Franței. În 2009 avea o populație de 683 de locuitori.

## Evoluția populației
| An        | 1975 | 1982 | 1990 | 1999 | 2006 | 2009 |
| --------- | ---- | ---- | ---- | ---- | ---- | ---- |
| Populație | 412  | 505  | 506  | 538  | 629  | 683  |